# Ernests Gulbis
Ernests Gulbis (Riga, 1988. szeptember 30. –) lett hivatásos teniszező.
Eddigi karrierje során 2 egyéni és 2 páros ATP-tornát nyert meg. Ő az első lett férfi, aki bekerült a világranglista első 25 helyezettje közé. A 2008-as Roland Garroson bejutott a negyeddöntőbe, eddigi legnagyobb sikerét aratva ahol Novak Đokovićtól kapott ki. Részt vett a 2008-as pekingi olimpián, ahol az első körben vereséget szenvedett Nyikolaj Davigyenkotól.

## ATP-döntői

### Egyéni

#### Győzelmei (3)
| Összesítés                                            | Összesítés |
| ----------------------------------------------------- | ---------- |
| Grand Slam-torna                                      | (0)        |
| ATP World Tour Masters 1000 / ATP Masters Series      | (0)        |
| ATP World Tour 500 Series / International Series Gold | (0)        |
| ATP World Tour 250 Series / International Series      | (3)        |
| ATP World Tour Finals / Tennis Masters Cup            | (0)        |

|   | Dátum             | Torna                                                         | Borítás | Ellenfél a döntőben    | Eredmény a döntőben |
| 1 | 2010. február 18. | Delray Beach International Tennis Championships, Delray Beach | Kemény  | Ivo Karlović           | 6-2, 6-3            |
| 2 | 2011. július 31.  | Farmers Classic, Los Angeles                                  | Kemény  | Mardy Fish             | 5-7, 6-4, 6-4       |
| 3 | 2013. március 3.  | Delray Beach International Tennis Championships, Delray Beach | Kemény  | Édouard Roger-Vasselin | 7-6(3), 6-3         |

### Páros

#### Győzelmei (2)
| Összesítés                                            | Összesítés |
| ----------------------------------------------------- | ---------- |
| Grand Slam-torna                                      | (0)        |
| ATP World Tour Masters 1000 / ATP Masters Series      | (0)        |
| ATP World Tour 500 Series / International Series Gold | (0)        |
| ATP World Tour 250 Series / International Series      | (2)        |
| ATP World Tour Finals / Tennis Masters Cup            | (0)        |

|   | Dátum             | Torna                                           | Borítás | Partner           | Ellenfelek a döntőben            | Eredmény a döntőben |
| 1 | 2008. április 14. | U.S. Men’s Clay Court Championships, Houston    | Salak   | Rainer Schüttler  | Pablo Cuevas / Marcel Granollers | 7-5, 7-6(3)         |
| 2 | 2009. július 26.  | Indianapolis Tennis Championships, Indianapolis | Kemény  | Dmitrij Turszunov | Ashley Fisher / Jordan Kerr      | 6-4, 3-6, [11-9]    |